# Мравіна Євгенія Костянтинівна

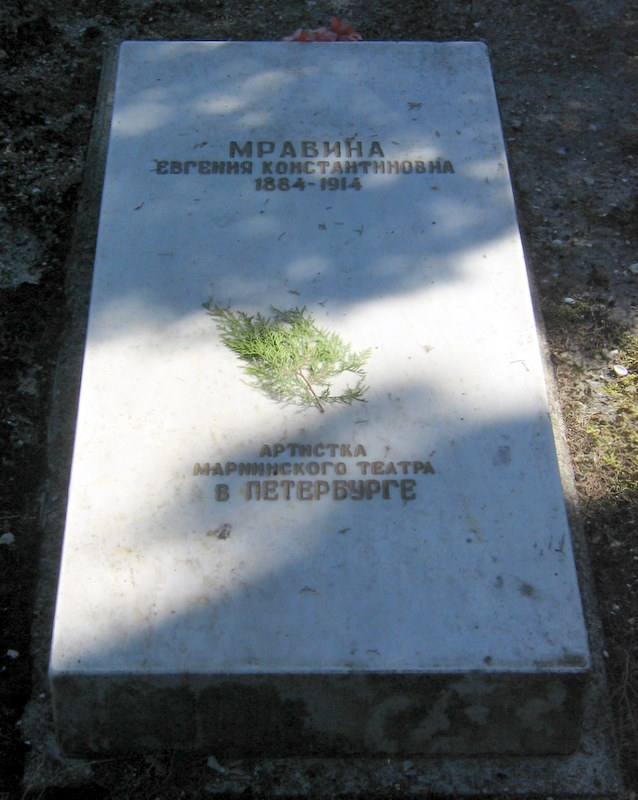
Могила Євгенії Мравіної

Євгенія Костянтинівна Мравіна (справжнє прізвище Мравінська, у шлюбі Корибут-Дашкевич; 4 (16) лютого 1864, Петербург, — 12 (25) жовтня 1914, Ялта) — російська співачка (сопрано), дочка інженер генерал-майора Мравінського.
Брала уроки співу у І. П. Прянишникова в Петербурзі (1883—1886), вчилася також в Берліні (у Д. Арто) і Парижі. У 1886—1898 роках солістка Маріїнського театру в Петербурзі. Одна з найбільших представниць російської вокальної школи, Мравіна володіла кришталево-прозорим голосом, віртуозною колоратурною технікою, правдивістю, тонкістю і витонченістю сценічної гри.
Партії: Снігуронька («Снігуронька» Римського-Корсакова), Людмила, Антоніда («Руслан і Людмила», «Іван Сусанін» Глінки), Розіна («Севільській цирульник» Россіні), Оксана («Ніч перед Різдвом» Римського-Корсакова).
Гастролювала в Англії, Франції, Бельгії, Німеччині. Вела концертну діяльність.
Останні роки життя жила в Ялті, в готелі «Росія», давала велику кількість концертів. 
Померла 12 (25 жовтня) 1914 року і була похована на Полікурівському кладовищі.